# Clickhaze
A Clickhaze egy sikeres feröeri rockbanda volt, amely 1998-2003-ig zenélt együtt. A csapat avantgárd trip hop zenéjéről volt ismert, melyet egy kritikus „rágógumi-rock”-ként jellemzett. Az együttesből nőtt ki a legismertebb feröeri zenészek közé tartozó Eivør Pálsdóttir és Høgni Lisberg is.
A Clickhaze 1999-ben meglepetésre bekerült a Prix Føroyar döntőjébe. 2001-ben aztán a 200-ban és az Yggdrasilban is zenélő Mikael Blakkal megerősítve el is nyerték a díjat.
2002-ben adták ki EP című lemezüket, de tevékenységüket az élő fellépésekre koncentrálták, így végigturnézták Dániát, Svédországot, Izlandot és Grönlandot. Játszottak a Roskilde Festivalon és az első G! Festivalon is. 2003-ban léptek fel utoljára, vendégként játszottak a Prix Føroyar alkalmából.

## Diszkográfia
- EP (2002)

### Külső hivatkozások
- Clickhaze a MySpace-en (összes dal) (angol)